# اونگارا، استرالیای جنوبی
اونگارا (به انگلیسی: Ungarra) یک شهرک در استرالیا است که در استرالیای جنوبی واقع شده‌است.